# حساب مزدوج (محاسبة)
الحساب المزدوج هو خطأ في المحاسبة ناجم عن حساب المعاملة لأكثر من مرة، مهما كان السبب. ولكنها تشير أيضًا إلى مشكلة مفاهيمية في المحاسبة الاجتماعية، عند محاولة تقدير القيمة الجديدة للناتج الإجمالي أو قيمة الاستثمارات الكليّة.

## ما المشكلة؟
في حالة المشاريع الصغيرة وما شابهها، فإنه من غير المرجح بأن نفقات الأموال والمساهمات والمردود القادم من الإنتاج ستُحتسب أكثر من مرة. في حال حدوثه، فإنه عادةً ما يكون مجرد خطأ حسابي أو ربما قضية احتيال.
ولكن تتعقد الأمور عند جمع حسابات العديد من المؤسسات والمنازل والوكالات الحكومية (الوحدات المؤسساتية أو الوكلاء في لغة المحاسبة الاجتماعية). تنشأ هنا مشكلة مفاهيمية.
يعود السبب الرئيسي في ذلك إلى أن دخل وحدة مؤسساتية ما هو مصاريف مؤسسة أخرى، ومدخلات مؤسسة ما هي مخرجات مؤسسة أخرى.
إذا أردنا بالتالي حساب القيمة الكلية المضافة من جميع الوحدات المؤسساتية، علينا الخروج بإجراء يتسق مع الربح والمدخول لجميع الوحدات. بنظام من الوكلاء.
مع عدم وجود هكذا نظام، سينتهي بنا المطاف بمدخلات مزدوجة ونفقات الوحدات المتفاعلة والمبالغة في كمية القيمة المضافة أو الاستثمارات.
من أجل تقدير صافي العوائد السنوي لدولة ما، على سبيل المثال، تقتطع كلفة البضائع والخدمات المستعملة من إجمالي الأرباح، تُقيَّم جميع التدفقات بشكل موحد مع استبعاد تلك التي تقع خارج حدود الإنتاج.

## نظرية القيمة
النظام الفعلي المستخدم في حساب الربح المجمل والصافي يرتكز في أساسه على نظرية القيمة، والتي تحدد ما يمكن حسابه ك:
- قيمة قابلة للمقارنة (تكافؤ القيمة)
- انخفاض القيمة
- ازدياد القيمة
- القيمة المحفوظة
- القيمة المنقولة
- القيمة المشكّلة حديثًا

بعبارة أخرى، لا يمكننا ربط وجمع وتكديس الأسعار بطرق مختلفة دون الخروج بافتراضات على أساس القيمة والتي تمكن من القيام بمقارنات صالحة. بدون هذه الافتراضات، ستغدو المجاميع دون أي معنى. وهكذا، عندما يركز الاقتصاديون على أسعار السوق، ستغدو افتراضات القيمة دائمًا حاضرة في ذهنهم، حتى عند عند عدم إدراكهم لذلك واعتبارهم لنظرية القيمة ذات أساس غير واقعي.

## وحدات العد
بمجرد وضع مبادئ نظرية القيمة، يمكن تحديد التصنيفات ووحدات العد بشكل منطقي وصحيح، كأساس للعمليات الحسابية بهدف جمع تدفقات المداخيل والمصاريف. يمكن بعدها تخصيص كافة التدفقات إلى تصنيفها المناسب، دون حساب نفس التدفق مرات عدّة.
في الواقع، نظرية القيمة المطبقة في أنظمة الحسابات القومية اليوم متأثرة بشكل كبير بمبادئ التقييم لحسابات العمل العادية والعلاقات الاجتماعية السائدة التي تتحكم بالتبادل الاقتصادي وغالبًا ما تكون محددة بموجب القانون. وهكذا، على سبيل المقال، لا يزال الجدل دائرًا حول أنه لن تنتج أي قيمة من التحويل الأحادي للأموال، بمعنى آخر، عند توفير الموارد المالية دون تقديم أي شيء في المقابل.
الافتراض الضمني الذي أُحرز في الحسابات القومية هو أن الحساب على المستوى الكلي يجب أن يكونًا مشابهًا لما هو عليه في المستوى الجزئي. تعتبر العلاقات الاقتصادية بصورة عامة في المستوى الجزئي كما هو الحال في المستوى الكلي. العمل الفردي يأخذ معطيات ويستخدمها لينتج مخرجات لها قيمة وتجلب إيرادات. وهكذا، في المحاسبة الاجتماعية يعامَل كل الوكلاء بالشكل ذاته (كما لو كانوا مشروعًا تجاريًا). يمكن انتقاد الحسابات لكونها انتقائية في بعض الطرق، ولكن ليس بالضرورة أن تكون تلك هي المشكلة؛ الهدف من التمرين هو تحديد وتصنيف جميع التدفقات، ويمكن بعدها للمستخدم إعادة جمعهم بطرق مختلفة.

## مشكلة العد المزدوج
على كل حال، حتى لو ابتُكر نظام ثابت من قوانين المحاسبة وقادر نظريًا على إزالة الحساب المزدوج، سيبقى يحدث الحساب المزدوج في أحيان عدّة.
- السبب الأول والأكثر وضوحًا لذلك هو أنه خلال ممارسة المحاسبة على أرض الواقع ستظهر مسائل حدّية، لأنه تدفق المصاريف يمكن تفسيره بطرق عدّة من وجهة نظر المحاسبة. أحيانًا، قد لا يبدو من الواضح بشكل جلي لأي تصنيف ينتمي تدفق المصروف تحديدًا، وقد لا يتلاءم بشكل كامل مع أي تصنيف، أو أنه من المستحيل تقنيًا الفصل بين التدفقات المختلفة في البيانات المالية في الطريقة التي يتطلبها نظام المحاسبة الاجتماعية. هذا ما قد يعني أن التدفق بشكله الكلي أو الجزئي يُعد مرتين بغير قصد، بسبب الصعوبات مع مصدر البيانات.
- قد يكون بإمكاننا تحديد المصروف بسهولة، ولكن قد لا يمكن لهذا المصروف أن يصنّف مع الدّخل المقابل الذي يجب أن يوجد، بقدر ما يمكننا تحديده (أو العكس). في تلك الحالة، علينا الخروج بافتراضات مبنية على أساس ما نعرفه وما يمكننا رصده. مع ذلك، قد تبقى هناك بعض التناقضات الإحصائية.
- قد لا يمكن لخبراء الإحصاء الاستمرار بمتابعة المعدات الثابتة أو طويلة البقاء عند إعادة بيعها ن قبل مشروع تجاري آخر بعد الاستعمال، محليًا أو خارجيًا. لذلك، يمكن احتساب الميزانية العمومية مرتين وربما أكثر. في المبدأ، تستثنى مصاريف الأصول المستعملة من تكوين رأس المال، ولكن غالبًا ما تُضمّن خلال الممارسة العملية.
- سبب آخر له علاقة بتعقيدات التجارة، لاسيما في تجارة الخدمات والتجارة الدولية. ليس فقط من الصعب تحديدها بشكل صحيح، ودراسة وتخصيص المدخولات المالية والمصاريف، ولكن تحدث إعادة تقييم الأصول، ما يخلق مشاكل حول كيفية تقييم السلع والخدمات كما ذلك. عند أعلى مستوى، بسبب التوسع في التجارة الأجنبية، قد يتكون جزء من القيمة المضافة المحلية من التضخم المحلي للقيمة المضافة المُنَتجة في الخارج. والسبب ببساطة أو أن المنتجات الأجنبية المستوردة نُباع محليًا بأسعار مضخّمة، دون حدوث أي إنتاج محلي مضاف مقابل. هذا ما قد يخلق بالضرورة مشاكل الحساب المزدوج محليًا، ولكن إذا ما أردنا تقدير الناتج المحلي الإجمالي العالمي، فإننا قد نواجه مشاكل العد المزدوج من نوع ما.